# 마르쿠 안토니우 지 프레이타스 필류
마르쿠 안토니우 지 프레이타스 필류(포르투갈어: Marco Antônio de Freitas Filho, 1978년 10월 23일 ~ )는 마르쿠 안토니우(포르투갈어: Marco Antônio)로 잘 알려진 브라질의 축구 선수이다. 포지션은 공격수이다.

## 선수 경력
K리그 전북 현대 모터스에서 뛴 경력이 있으며 이때 K리그 등록명은 안토니오였다.